# Yrsa
Yrsa er et pigenavn af norrøn oprindelse. Betydning er omdiskuteret, men menes enten at stamme fra et oldnordisk ord, ligesom navnet Ursula beslægtet med det latinske ursus (= bjørn), altså "hunbjørn", eller beslægtet med ordet "yr" i betydningen "den vilde".

## Personer med navnet Yrsa
- Yrsa, sveakongen Adils' hustru og Rolf Krakes mor.[1] Hvorvidt Yrsa er en historisk person, har ikke kunnet afgøres, men hun levede i så fald i 500-tallet.
- Yrsa Sigurðardóttir, islandsk forfatter.
- Yrsa Stenius, svensk journalist og forfatter.
- Ana-Yrsa Falenius, finlandssvensk skuespiller.

## Andre anvendelser
- Yrsa - en færge bygget til transport af dyr, materialer og maskiner til øerne i det Sydfynske Øhav.
- Yrsa Plads - en lille plads på Vesterbro i København
- Yrsa - tragedie fra 1814 af Adam Oehlenschläger